# 阿爾斯特縣
阿爾斯特縣（英語：Ulster County）是美国纽约州東南部的一個縣，位於哈德遜河以西，面積3,006平方公里。根據2020年美國人口普查，共有人口18萬1,851人。縣治金斯頓。該縣成立於1683年，是纽约省最早的十二個縣之一；縣名來自爱尔兰的阿爾斯特省，是當時約克公爵詹姆斯王子（即後來的詹姆斯二世）的伯爵領地。